# Andrena fulgida
Andrena fulgida är en biart som beskrevs av Laberge 1980. Andrena fulgida ingår i släktet sandbin, och familjen grävbin. Inga underarter finns listade i Catalogue of Life.